# Tôn Đức Thắng

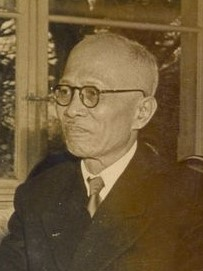
Tôn Đức Thắng op staatsbezoek in de DDR in 1956

Tôn Đức Thắng (Mỹ Hòa Hưng (Long Xuyên), 19 augustus 1888 – Hanoi, 30 maart 1980) was een Vietnamese politicus.
De familienaam is Tôn. Het is in Vietnam gebruikelijk om een persoon bij zijn voornaam, in dit geval Thắng, aan te duiden.

## Levensloop
Tôn Đức Thắng werd in Zuid-Vietnam aan de oever van de Mekong geboren. Het gebied, destijds Cochinchina genoemd, was toen al een Franse kolonie en de Vietnamese keizer, die het gebied had moeten afstaan, was een Franse marionet. Cochinchina maakte deel uit van de door Franse gouverneurs bestuurde Unie van Indochina.
Thắng was vanaf het begin betrokken bij de antikoloniale beweging en het verzet tegen de Franse kolonisatie van Vietnam. Toch nam hij in 1912 dienst in de Franse marine. In 1919 was hij matroos op een Franse kruiser, de Waldeck-Rousseau die tijdens de operaties tegen de Sovjet-revolutionairen in Sebastopol en in de Zwarte Zee was gestationeerd.
Op dat schip heeft hij tussen 26 en 28 april 1919 deelgenomen aan een muiterij die het schip in handen van die revolutionairen wilde spelen.
Na zijn ontslag uit de militaire dienst keerde hij in 1920 terug naar Vietnam. In 1927 werd hij lid van de Revolutionaire Jeugdliga (Viet Nam Thanh Nien) van Hồ Chí Minh en enkele jaren later van de Indochinese Communistische Partij. In 1929 werd hij vanwege zijn revolutionaire activiteiten tot 20 jaar dwangarbeid op het gevangeniseiland Poulo Condore (Con Son) voor de kust van Zuid-Vietnam veroordeeld.
Naar aanleiding van de machtsovername van Hồ Chí Minh en de augustusrevolutie van 1945 die tot de oprichting van de Democratische Republiek Vietnam (Noord-Vietnam) leidde, werd Tôn Đức Thắng op 2 september 1945 vrijgelaten uit de gevangenis.
In het nu de facto onafhankelijke Noord-Vietnam ging Tôn Đức Thắng een grote rol spelen in de politiek. Hij werd voorzitter van het Permanent Comité van de Nationale Vergadering, een orgaan dat een belangrijke rol in de wetgeving speelde.
In 1951 werd hij benoemd tot voorzitter van het Nationale Volksfront (Lien Hoi Hien Quoc Dan Vietnam (Lien Viet)). Na de Indochina-conferentie in Genève in 1954 werd het Lien Viet omgedoopt tot het Patriottisch Front (MAT Tran Quốc Việt Nam). Onder zijn voorzitterschap werd het een overkoepelende bond van de massaorganisaties in het nu communistische Noord-Vietnam. In deze rol werkte Tôn Đức Thắng aan de eenwording van Vietnam.
Daarnaast was hij van 1950 tot 1969 voorzitter van de Sovjet-Vietnamese Vriendschapsbond. In 1955 ontving hij van de Sovjet-Unie de Stalin Vredesprijs. Hij kreeg de prijs voor zijn rol tijdens de onderhandelingen op de Indochina-conferentie.
Tôn Đức Thắng werd in 1960 de eerste vicepresident en als de opvolger van Bùi Bang Đoàn van 1955 tot 1960 voorzitter van het Permanent Comité van de Nationale Vergadering (Quoc Hoi Việt Nam).
In 1967 ontving Tôn Đức Thắng ook de Lenin Vredesprijs, de opvolger van de Stalin Vredesprijs die hij al in 1955 had ontvangen.
Na de dood van Hồ Chí Minh op 2 september 1969 werd Tôn Đức Thắng zijn opvolger als president van Noord-Vietnam.
Na de verovering van Zuid-Vietnam en de oprichting van de Socialistische Republiek Vietnam op 2 juli 1976 was hij president van Vietnam en hij vervulde dit grotendeels ceremoniële ambt tot aan zijn dood. Tijdens zijn ambtstermijn raakte Vietnam verwikkeld in een fel uitgevochten oorlog met de Volksrepubliek China, Vietnamese troepen vielen Cambodja binnen en verjoegen het steentijd-communistische bewind van de Rode Khmer. Economisch ging het Vietnam slecht; er was veel oorlogsschade en duizenden ontvluchtten per booten het land.
Tôn Đức Thắng droeg sinds 1958 de Orde van de Gouden Ster (Vietnamees: "Huân chương Sao vàng"), de hoogste onderscheiding van de Democratische Republiek Vietnam.

## De controverse
Christoph Giebel, Associate Professor of International Studies and History aan de Universiteit van Washington en auteur van het boek Imagined Ancestries of Vietnamese Communism: Ton Duc Thang and the Politics of History and Memory, onderzocht scheepsjournalen en ander historisch materiaal. Hij kwam tot de conclusie dat Tôn Đức Thắng niet aan een muiterij aan boord van een Frans oorlogsschip deelnam. Het verhaal werd in de jaren 50 in de communistische wereld verspreid om een oude relatie tussen het Vietnamese communisme en de Oktoberrevolutie in Rusland te suggereren. Ook bij andere verhalen over Thắngs verleden zette Christoph Giebel vraagtekens; het gaat om zijn betrokkenheid bij een in Saigon opgerichte vakbond in de jaren 20 en een staking op de marinewerf in Saigon in 1925.
In Giebels analyse werd Tôn Đức Thắng, die nooit veel macht en invloed had gebruikt het uithangbord van het communistische regime. Thắng had een geloofwaardigheid die Hồ Chí Minh ontbeerde. Waar nodig werden verhalen over hem verzonnen en door de communistische propaganda verspreid.